# Moertaz Choertsilava
Moertaz Choertsilava (Georgisch: მურთაზ ხურცილავა, Russisch: Муртаз Калистратович Хурцилава) (Bandza, 5 januari 1943) is een voormalig Georgisch voetballer en trainer. Zijn carrière als speler en een deel als trainer was ten tijde van de Sovjet-Unie. 

## Biografie
Choertsilava begon zijn carrière bij Dinamo Tbilisi, waarmee hij in 1964 de landstitel mee won. In 1975 ging hij naar Torpedo Koetaisi, dat toen in de tweede klasse speelde. 
Hij speelde ook acht jaar voor het nationale elftal en werd met zijn land tweede op het EK 1972, derde op de Olympische Spelen 1972 en vierde op het WK 1966. Hij is, naast Aleksandr Tsjivadze, de enige Georgische speler die kapitein was van het nationaal elftal. 
In 2003 werd hij op det UEFA Jubilee Awards gekozen als gouden speler oftewel de beste speler van zijn land van de afgelopen vijftig jaar. 